# Вінченцо Карафа
Вінченцо Карафа ТІ (італ. Vincenzo Carafa; 5 травня 1585, Андрія — 6 червня 1649, Рим) — італійський єзуїт, генерал Товариства Ісуса в 1645—1649 роках. Духовний письменник. Слуга Божий.

## Життєпис
Походив зі знатної неаполітанської сім'ї Карафа. Представник графського роду Монторіо, був родичем папи Павла IV в світі Джанп'єтро Карафа.
4 жовтня 1604 року вступив до Товариства Ісуса.
Викладав філософію. Керував єзуїтською провінцією Неаполя.
Автор кількох аскетичних праць, виданих під ім'ям Луїджі Сідеріо. У 1635 році опублікував свою працю «Fascetto di Mirra» («Мірра»), який був перекладений на кілька мов. Крім того, видав «Cammino del Cielo», «Cittadino del Cielo», «Il Peregrino della terra», «Idea Christiani hominis» і «Il Serafino», все до його обрання Генералом Товариства. Відомий його лист, адресований всім єзуїтам: De mediis conservandi primævum spiritum Societatis (Засоби збереження первісного духу Товариства).
7 січня 1646 року став Генералом Товариства Ісуса. У період його керівництва розпочалася боротьба з янсенізмом.
Помер Вінченцо Карафа 6 червня 1649 року.
Триває процес його беатифікації.